# Guy de Maupassant

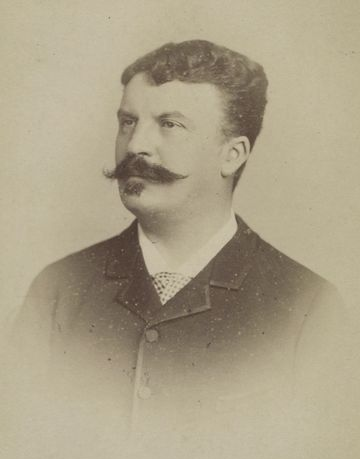
de Maupassant vroeg in zijn carrière

Guy de Maupassant (Château de Miromesnil, 5 augustus 1850 – Parijs, 6 juli 1893) was een Frans schrijver. Tussen 1880 en 1890 schreef hij zes romans en tientallen novelles en verhalen.

## Biografie
Guy de Maupassant werd geboren op het Kasteel van Miromesnil bij Tourville-sur-Arques, in Normandië. Op twintigjarige leeftijd kreeg hij te maken met de gruwelen van de Frans-Duitse Oorlog, een gebeurtenis die hem erg zou tekenen. Het is een thema dat in zijn oeuvre dan ook vaak terugkeert. Op 22-jarige leeftijd kreeg hij een post op het Ministerie in Parijs. Om te ontsnappen aan de middelmatigheid van het bureauleven begon hij novelles te schrijven. Verscheidene kranten verspreidden zijn novelles voordat ze in boekvorm verschenen. Hij was een bewonderaar en vriend van Gustave Flaubert.
Op 30-jarige leeftijd werd Maupassant bekend in heel Frankrijk door de verschijning van zijn novelle Boule de Suif in 1880, en ook in het buitenland (vooral in Rusland) werd hij een succesauteur. Zijn literaire glorie stond hem toe een mondain leven te leiden. Zo kocht hij onder andere een jacht om cruises op de Middellandse Zee te maken. Hij leed mogelijk evenals zijn broer Hervé aan syfilis.
Op 41-jarige leeftijd werd hij, na een mislukte zelfmoordpoging in januari 1892 die hem verlamd maakte en waarna hij nog amper bij bewustzijn was, opgenomen in Passy. Hij overleed er anderhalf jaar later, in juli 1893: een maand voor zijn 43e verjaardag aan syfilis.

## Betekenis in de literatuur
Guy de Maupassant was een schrijver van het naturalisme. Hij had een overwegend pessimistische kijk op de wereld. Voor hem was het leven "een avontuur zonder doel", en was de mens "een beest nauwelijks beschaafder dan de andere". In zijn verhalen beschrijft hij een zwakke maatschappij met egoïstische, oneerlijke, wrede en belachelijke mensen (gierige koopmannen, hypocriete en ijdele edelen, enzovoorts). Er is geen enkele menselijke ondeugd waarover hij niet geschreven heeft.
Oorlogsgruwel is het belangrijkste motief in zijn oeuvre. Op het einde van zijn leven was angst echter een motief dat steeds frequenter in zijn werk voorkwam. Hij was een volgeling van Émile Zola, die ook zijn grafrede uitsprak en voor hem een standbeeld liet maken.

## Trivia
- Tussen 1976 en 1978 zijn door de TROS onder de titel "Uit de wereld van Guy de Maupassant" een tiental verhalen gebaseerd op zijn werk geschreven door Anton Quintana en verfilmd tot een televisiefilm van een uur.[2]
- In 1982 is er een film over zijn laatste jaren uitgebracht, getiteld Guy de Maupassant, geregisseerd door Michel Drach, met in de hoofdrollen Claude Brasseur en Miou-Miou.[3]

## Werk
- Boule de Suif (1880)
- La Maison Tellier (1881)
- Une partie de campagne (1881)
- Aux champs (1882)
- Mademoiselle Fifi (1882)
- Ce cochon de Morin (1882)
- La folle (1882)
- La Légende du Mont-Saint-Michel (1882)
- Le Cas de Mme Luneau (1883)
- La ficelle (1883)
- Deux Amis (1883)
- Une vie (1883)
- Une vendetta (1883)
- Les Sabots (1883)
- Contes de la bécasse (1883)
- La Confession (1883) (1883)
- Clair de lune (1883)
- L'Aveu (Guy de Maupassant) (1884)
- L'Abandonné (1884)
- Au soleil (1884)
- La Confession (1884) (1884)
- Les Sœurs Rondoli (1884)
- Yvette (1884)
- La Parure (1884)
- Miss Harriet (1884)
- Un fou ? (1884)
- Adieu ! (1884)
- L’Héritage (1884)
- Une Vente (1884)
- Monsieur Parent (1885)
- Lettre d'un fou (1885)
- Bel-Ami (1885)
- Contes du jour et de la nuit (1885)
- Le Diable (1886)
- Le Horla (1887)
- Mont-Oriol (1887). Nederlandse vertaling: Mont-Oriol. Vertaald door Menke Bol. Brave New Books, 2025. ISBN 9789465201993
- L'Assassin (1887)
- Pierre et Jean (1887/1888)
- Sur l'eau (1888). Nederlandse vertaling: Op het water. Vertaald door Hester Tollenaar. Uitgeverij Vleugels, Bleiswijk, 2021. ISBN 9789493186378
- Le Rosier de Madame Husson (1888)
- Le Port (1889)
- Fort comme la mort (1889)
- La Main gauche (1889)
- Histoire d'une fille de ferme (1889)
- Histoire du vieux temps (1879)
- Mouche (1890)
- La vie errante (1890)
- Notre cœur (1890)
- L'Inutile Beauté (1890)
- Musotte (1890)
- La paix du ménage (1893)
- Le Père Millon (1899)
- Le Colporteur (1900)
- Les Dimanches d'un bourgeois de Paris (1900)
- Œuvres complètes de Guy de Maupassant (1908)